# Zachria flavicoma
Zachria flavicoma är en spindelart som beskrevs av Ludwig Carl Christian Koch 1875. Zachria flavicoma ingår i släktet Zachria och familjen jättekrabbspindlar.
Artens utbredningsområde är Western Australia. Inga underarter finns listade i Catalogue of Life.